# Брошь из Нориджа

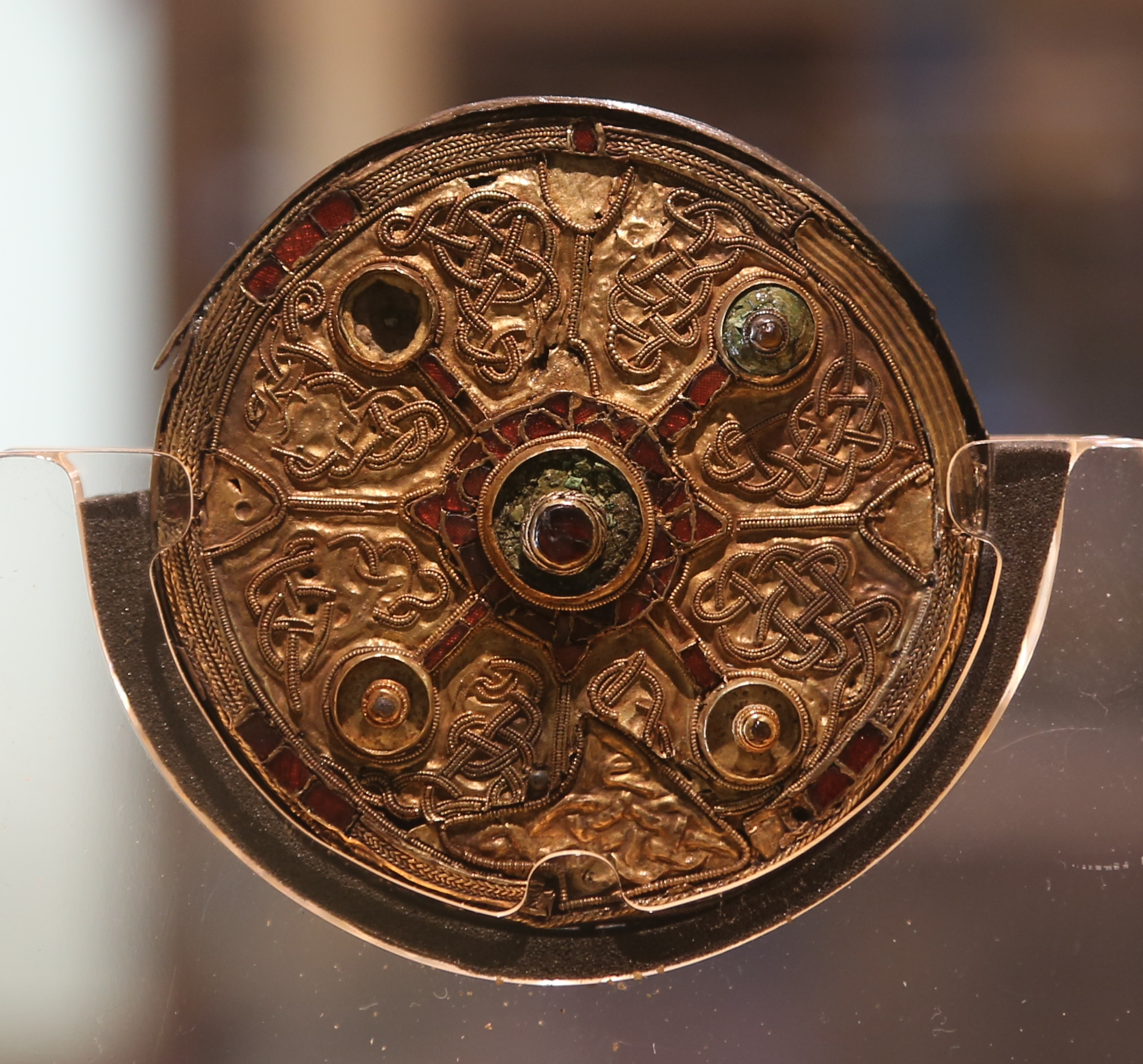
Лицевая сторона

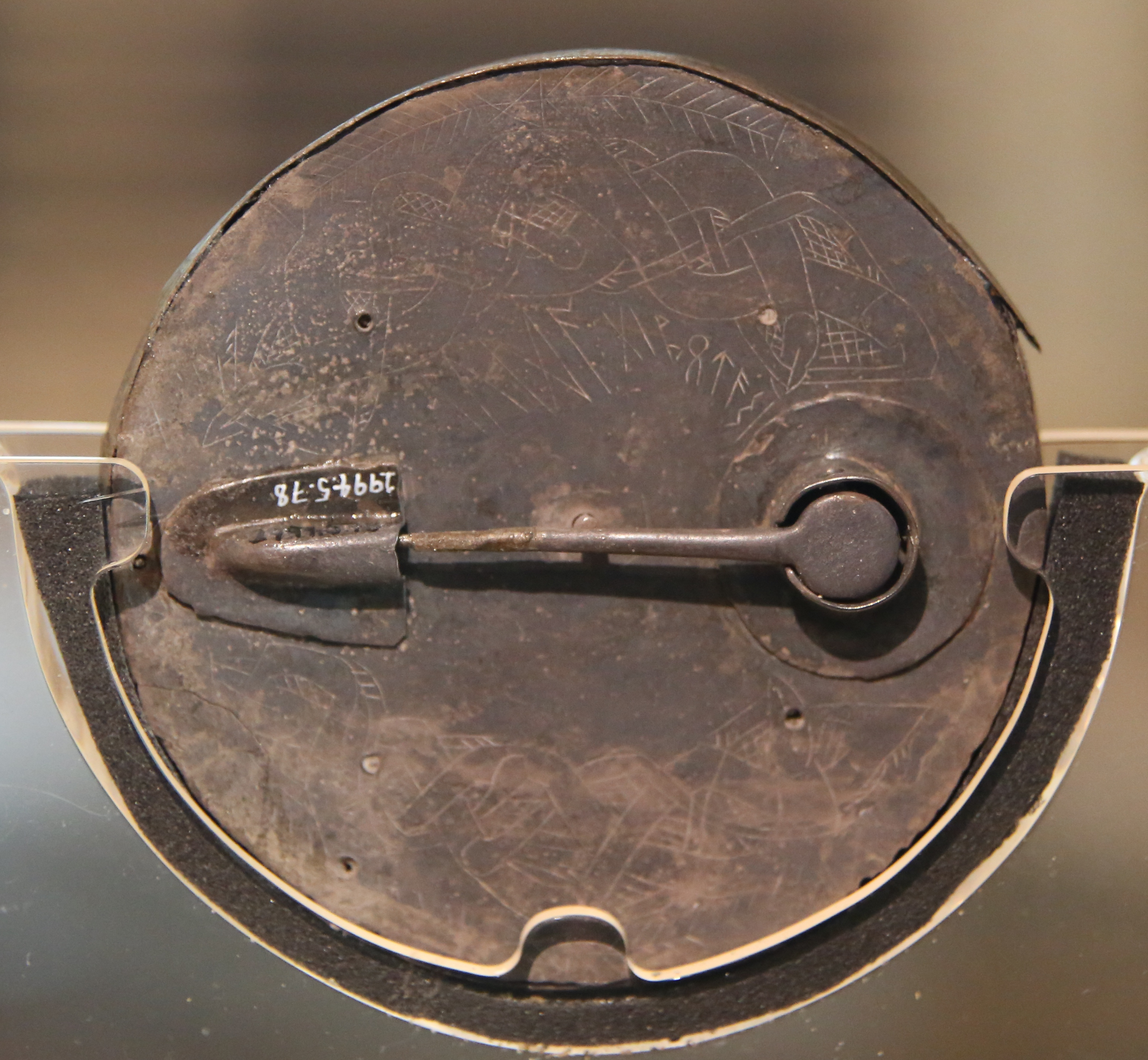
Обратная сторона

Брошь из Нориджа — англосаксонская дисковидная брошь VII века. Брошь была изготовлена на территории Кента, однако обнаружена в 1989 году, вместе с другими артефактами, при раскопках англосаксонского могильника на Харфорд-ферме (англ. Harford Farm) близ Нориджа, Норфолк. 
Диаметр броши составляет 72 мм. Лицевая сторона сделана из золота, украшена цветным стеклом и гранатами, образующими узор в виде кругов и прямых линий, лучами расходящихся от центра. Пространство между лучами заполнено характерным англосаксонским переплетением, заимствованным от кельтского узора, однако более хаотичным и содержащим открытые концы. Задняя пластина броши выполнена из серебра. На обратной стороне броши содержится руническая надпись, которую можно перевести, как: «Люда [староанглийское имя] ремонтировал эту брошь» (англ. Luda repaired the brooch). Кроме надписи, на задней части изделия нанесен процарапанный зооморфный узор.
Брошь хранится и выставляется в замке-музее Норидж.